# اصل سادگی

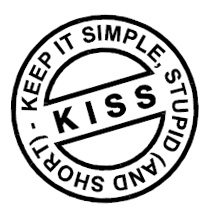
ساده نگهش دار

ساده نگهش دار و احمقانه، یا انجام کار به ساده‌ترین و بدیهی‌ترین روش یا اصل کیس (به انگلیسی: KISS principle) عنوان اصلی است که توسط کلی جانسون (به انگلیسی: Kelly Johnson) معرفی شد. صورت‌های مختلفی که برای این سرنام ذکر شده‌است شامل عبارات زیر می‌باشد:
- «Keep It Simple, Stupid»
- «Keep It Simple, Silly»
- «Keep It Short and Simple»
- «Keep It Simple and Straitforward»
- «Keep It Simple Sir»
- «Keep It Simple or be Stupid»
- «Keep It Simple and Sincere»

این اصل بیان می‌کند که اکثر سیستم‌ها چنانچه ساده و به‌دور از پیچیدگی بمانند، عملکرد بهتری خواهند داشت؛ بنابراین، سادگی باید هدف اصلی طراحی سیستم‌ها باشد و از پیچیدگی‌های بیهوده اجتناب کرد.